# Джесси Сент-Джеймс
Джесси Сент-Джеймс (англ. Jessie St. James, род. 30 ноября 1953, Калифорния) — американская порноактриса, член залов славы AVN и XRCO.

## Биография
Дебютировала в порноиндустрии в 1978 году, в возрасте 25 лет, в фильме Blue Heat. На пике карьеры стала одной из первых актрис, игравших роль домохозяйки или учительницы.
Снималась для таких студий, как Caballero Blue, Metro, VCA Pictures, Pleasure Video, VCX, Blue Vanities, Essex Video, Dreamland Video, Diamond Films, Fat Dog, Odyssey, Xtraordinary Pictures, Cal Vista и Pink Video.
Ушла из индустрии в 1984 году, сыграв в общей сложности в 83 фильмах. В 1988 году была введена в Зал славы AVN, в 1999 — в Зал славы XRCO.
Персонаж Мелоры Уолтерс в фильме Пола Томаса Андерсона «Ночи в стиле буги» (1997) частично основан на Джесси.
Под именем Сент-Джеймс также выступала другая порноактриса, снявшаяся в ряде фильмов в период с 2003 по 2006 год.

## Достижения
| Год  | Церемония   | Результат | Номинация                    | Работа          |
| ---- | ----------- | --------- | ---------------------------- | --------------- |
| 1982 | AFAA Awards | Номинация | Лучшая актриса второго плана | Oriental Hawaii |

## Избранная фильмография
- «Ненасытная»
- Blonde Fire[8]
- Centerspread Girls[9]
- Easy[10]
- Feels Like Silk[11]
- Gypsy Ball[12]
- Hot Line[13]
- Indecent Pleasures[14]
- Live Show[15]
- Matinee Idol[16]
- Oriental Hawaii[17]
- Sound of Love[18]
- The Filthy Rich[19].